# 파울로 코스타

## 개요
파울로 코스타(Paulo Costa, 1991년 4월 21일 ~ )는 브라질의 종합격투기 선수로, UFC 미들급 디비전에서 활약하고 있다. 강력한 타격과 폭발적인 피지컬로 잘 알려져 있으며, 'The Eraser'라는 별명을 사용한다.

## 선수 경력
파울로 코스타는 2012년 프로 데뷔 후 2017년 UFC에 입성하여 Gareth McLellan, Oluwale Bamgbose, Johny Hendricks 등을 연파하며 주목받았다. 이후 Yoel Romero와의 명승부 끝에 승리를 거두며 타이틀 도전권을 얻었고, 2020년 UFC 253에서 Israel Adesanya에게 도전했으나 KO패를 당했다.
이후 Marvin Vettori, Robert Whittaker, Sean Strickland 등과 경기를 치르며 랭킹권을 유지하고 있으며, 2024년 UFC 302에서는 Sean Strickland와의 대결에서 스플릿 판정패를 기록했다.

## 종합격투기 전적
| 결과 | 전적 | 상대             | 방식                  | 대회            | 날짜       | 장소                  |
| ---- | ---- | ---------------- | --------------------- | --------------- | ---------- | --------------------- |
| 패   | 14–4 | Sean Strickland  | 판정 (스플릿)         | UFC 302         | 2024-06-01 | 미국 뉴어크           |
| 패   | 14–3 | Robert Whittaker | 판정 (전원일치)       | UFC 298         | 2024-02-17 | 미국 애너하임         |
| 승   | 14–2 | Luke Rockhold    | 판정 (전원일치)       | UFC 278         | 2022-08-20 | 미국 솔트레이크시티   |
| 패   | 13–2 | Marvin Vettori   | 판정 (전원일치)       | UFC Fight Night | 2021-10-23 | 미국 라스베이거스     |
| 패   | 13–1 | Israel Adesanya  | TKO (헤드킥과 파운딩) | UFC 253         | 2020-09-27 | 아랍에미리트 아부다비 |
| 승   | 13–0 | Yoel Romero      | 판정 (전원일치)       | UFC 241         | 2019-08-17 | 미국 애너하임         |
| 승   | 12–0 | Uriah Hall       | TKO (펀치)            | UFC 226         | 2018-07-07 | 미국 라스베이거스     |
| 승   | 11–0 | Johny Hendricks  | TKO (펀치)            | UFC 217         | 2017-11-04 | 미국 뉴욕             |
| 승   | 10–0 | Oluwale Bamgbose | TKO (펀치)            | UFC 212         | 2017-06-03 | 브라질 리우데자네이루 |
| 승   | 9–0  | Gareth McLellan  | TKO (펀치)            | UFC Fight Night | 2017-03-11 | 브라질 포르탈레자     |

## 타이틀 및 수상
- Performance of the Night 3회
- Fight of the Night 1회 (vs Yoel Romero)

## 관련 문서
- UFC
- 미들급 (MMA)
- 션 스트릭랜드
- 로버트 휘태커
- 마빈 베토리
- 이스라엘 아데산야